# Marianne Gossweiler
Marianne Gossweiler, född 15 maj 1943 i Schaffhausen, är en schweizisk före detta ryttare.
Gossweiler blev olympisk silvermedaljör i dressyr vid sommarspelen 1964 i Tokyo.